# Altina Schinasi
Altina Schinasi, née le 4 août 1907 et morte le 19 août 1999, est une sculptrice, cinéaste, entrepreneuse et inventrice américaine. Elle est connue pour avoir conçu la monture de lunettes Harlequin, populairement connue sous le nom de lunettes yeux-de-chat (en).

## Biographie

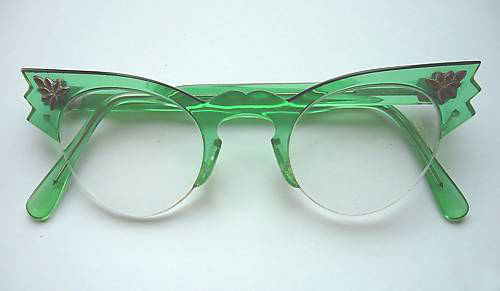
Une paire de lunettes yeux-de-chat.

Altina Schinasi est née à New York le 4 août 1907. Elle est issue d'une famille ottomane qui a émigré aux États-Unis. Elle étudie la peinture à Paris puis a rejoint l'Art Students League à New York. 
Durant la même période, elle a commencé à travailler comme étalagiste pour plusieurs grands magasins de la 5e avenue, ce qui lui a permis de collaborer notamment avec Salvador Dalí. C'est ce travail qui lui aurait inspiré les lunettes « œil-de-chat » en s'inspirant des masques d'Arlequin vus au carnaval de Venise.

## Postérité
Un siècle après sa création le design « œil de chat » continue d’influencer les tendances des accessoires de mode à travers le monde. Son esprit visionnaire et son dévouement à l’art et à l’innovation continuent d’inspirer les créateurs et créatrices d’aujourd’hui. C’est en raison de cet engouement que, le 4 août 2023, à l'occasion de son 166e anniversaire, Google lui rend hommage avec son Doodle du jour.